# Буковје Бистранско
Буковје Бистранско је насељено место у саставу општине Бистра у Загребачкој жупанији, Република Хрватска.

## Историја
До територијалне реорганизације у Хрватској налазило се у саставу старе загребачке приградске општине Запрешић.

## Становништво
На попису становништва 2011. године, Буковје Бистранско је имало 395 становника.

## Попис1991.
На попису становништва 1991. године, насељено место Буковје Бистранско је имало 384 становника, следећег националног састава:
| Попис 1991.‍  | Попис 1991.‍  | Попис 1991.‍ | Попис 1991.‍ | Попис 1991.‍ |
| ------------ | ------------ | ----------- | ----------- | ----------- |
|              |              |             |             |             |
| Хрвати       | Хрвати       |             | 374         | 97,39%      |
| Срби         | Срби         |             | 4           | 1,04%       |
| Југословени  | Југословени  |             | 2           | 0,52%       |
| Муслимани    | Муслимани    |             | 1           | 0,26%       |
| Немци        | Немци        |             | 1           | 0,26%       |
| Словенци     | Словенци     |             | 1           | 0,26%       |
| неопредељени | неопредељени |             | 1           | 0,26%       |
| укупно: 384  |              |             |             |             |